# Rättsekonomi
Rättsekonomi (law and economics) är en inriktning inom nationalekonomi och rättsteori som tillämpar nationalekonomiska analysverktyg på juridiska frågor för att förklara hur olika rättsregler leder till skilda ekonomiska effekter.
Inriktningen kan spåras tillbaka till Adam Smith, men har i sin moderna form utvecklats från det sena 1800-talet och framåt. Som rättsområde är rättsekonomi svagt i Sverige, till skillnad från exempelvis i USA.
Rättsekonomi kan delas in i en analytisk inriktning, som ser på olika rättsreglers respektive ekonomiska effekter, och en normativ inriktning, som argumenterar för hur ekonomisk effektivitet (i begreppets neoklassiska betydelse) kan uppnås genom utformning av rätten. Lagar, regleringar och andra rättsregler bedöms utifrån i vilken grad de leder till ekonomiska effektiviseringar i aktörers handlingsmönster. Ett centralt begrepp i analysen är transaktionskostnader, som är hänförligt till ekonomipristagaren Ronald Coase. Nationalekonomins kostnadsbegrepp och hur det kan appliceras på rättslig analys utvecklades under 1970- och 80-talen av Guido Calabresi.
Under mitten av 1900-talet började rättsekonomisk analys göras av bland annat skattelagstiftning, avtalsrätt, miljöregleringar och konkurrensrätt, under påverkan av Chicagoskolan inom nationalekonomin. Senare utsträcktes analysen även till områden som familjebildning och brottslighet, främst av ekonomipristagaren Gary Becker och den framstående amerikanske domaren och rättsteoretikern Richard Posner.
På senare år har,[när?] med bakgrund i public choice-skolan, inriktningen konstitutionell ekonomi utvecklats, där betydelsen av grundlagar och författningar för samhällsekonomin analyseras.

## Kända amerikanska rättsekonomer
- Ronald Coase
- Gary Becker
- Richard Posner
- Guido Calabresi
- Robert Cooter
- Robert Bork
- Gordon Tullock
- Richard Epstein

## Svenska rättsekonomer
- Per-Olof Bjuggren
- Christian Dahlman
- Göran Skogh
- Ingemar Ståhl
- Lars Werin